# لوکرشیا مات
لوکرشیا مات (انگلیسی: Lucretia Mott; ۳ ژانویهٔ ۱۷۹۳ – ۱۱ نوامبر ۱۸۸۰) با نام قبل از ازدواج کافین، عضو جمعیت دوستان دینی، مدافع حقوق زنان و عضو جنبش اصلاحگرا اهل ایالات متحده آمریکا بود.
او در سال ۱۸۴۰ ایده اصلاح موقعیت زنان در جامعه را هنگامی تدوین کرد که او و تعدادی از زنان دیگر را به کنوانسیون جهانی ضد برده داری راه ندادند. در سال ۱۸۴۸ او توسط جین هانت به میتینگی دعوت شد و بعد از آن اولین میتینگ حقوق زنان را تشکیل داد. او در نگارش اعلامیه برابری زن ومرد در سال ۱۸۴۸ مشارکت داشت.
قدرت سخنوری او را به عنوان یک زن ضد برده داری و اصلاح طلب معروف کرد. در سال ۱۸۶۵ وقتی که برده داری غیرقانونی شد، او از بردگان سابقی که بر اساس قوانین برده داری در مرزهای ایالات متحده، حق رای نداشتند، حمایت کرد. او تا زمانی که در سال ۱۸۸۰ درگذشت، همچنان یک شخصیت اصلی مدافع حق رأی و مخالفت با بردگی باقی ماند.